# Anchoa exigua
Anchoa exigua е вид лъчеперка от семейство Engraulidae. Видът не е застрашен от изчезване.

## Разпространение и местообитание
Разпространен е в Гватемала, Еквадор, Колумбия, Коста Рика, Мексико, Никарагуа, Панама, Перу, Салвадор и Хондурас.
Обитава тропически води, морета, заливи и крайбрежия. Среща се на дълбочина от 1 до 50 m.

## Описание
На дължина достигат до 7,5 cm.